# J・H・ロニー兄
J・H・ロニー兄（J・H・ロニーあに、J.-H. Rosny aîné, 1856年2月17日 - 1940年2月11日）は、本名をジョゼフ・アンリ・オノレ・ボー (Joseph Henri Honoré Boex) と言い、ベルギー出身のフランス作家である。彼は、近代SFの創立者の一人だと見なされている。1856年ブリュッセル生まれ。
弟のセラファン・ジュスタン・フランソワ・ボー (Séraphin Justin François Boex) と、1909年までJ・H・ロニー（J.-H. Rosny）のペンネームで合作をした。彼らの合作方法は、交互に書く（片方が飽きるともう1人が交代して書き継ぐ）方式だったと伝えられる。その後、独立して兄がロニー兄（Rosny aîné）、弟がロニー弟（Rosny jeune）の名前で創作活動を続けた。

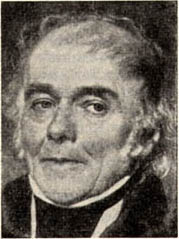

## 概要
ロニー兄は着想とその使い方においてH・G・ウェルズまたはオラフ・ステープルドンとよく似ていた。彼は、疑いなく、近代SF史でジュール・ヴェルヌに次ぐ重要人物である。
ロニー最初のSF譚は、短編"Les Xipehuz (1887)"「クシペユ」であった。これは古代人（物語はバビロニア時代の数千年前を舞台にしている）が、コミュニケーション不能の、無機的な異星生物と遭遇する物語である。人々は侵略者を駆逐するが、主人公は異種生命の死を哀悼する。この作品は、地球外生物の描写において擬人的な手法が廃された、最初のSFであった。
"Un Autre Monde (1895)"「もう一つの世界」は、無限に平たく不可視である二種類の生物（地上に束縛されたムーディヘンおよび空中のヴューレン）と人類が地球を共有しており、常人離れした視覚を持つミュータントだけがそれを見ることができる、という着想である。"Le Cataclysme (1896)"「大異変」では外宇宙から謎の電磁気学的存在が降着した結果として、フランスの全地方が自然の変化という物理法則を目の当たりにする。
ロニーの短い長編"La Mort de la Terre (1910)"（大地の死）は、地球が乾燥し切った未来を舞台にしている。作中では、人類の最後の末裔が、金属製の新種族「鉄磁族」（Ferromagnetals）が自分たちに取って代わろうとしている危機に気付く。『大地の死』は人類絶滅を描いた小説の一つである。
別の長編"La Force Mystérieuse (1913)"（謎の力）では、謎の力（恐らくは外宇宙からの異星人）によって電磁スペクトルの一部が破壊され、人類の生存圏がたちまちに侵食される事態を描いている。これにより世界は徐々に、そして潜在的に死へつながる冷却に晒される。本作は、アーサー・コナン・ドイルの同年の中長編『毒ガス帯』との類似性から、両者の非難合戦を惹き起こした。
"L'Énigme de Givreuse (1917)"（ギヴルズの謎）はもう一つの注目すべき小説で、人間の完璧な複製（どちらの個体も自分が本物だと信じてしまうほど完璧な複製）を扱っている。（→クローニング）
中編の"La Jeune Vampire (1920)"「吸血美女」は吸血鬼を、誕生で伝染する遺伝的突然変異として描いた初めのものである。
"L'Étonnant Voyage d'Hareton Ironcastle (1922)"（ヘアトン・アイアンキャッスルの驚嘆すべき旅）はむしろ伝統的な冒険小説であり、作中で、探検家が地球に寄生した異世界の断片というべき動物相・植物相を発見する。この小説はフィリップ・ホセ・ファーマーによって翻案され、書き直された。
ロニーの代表作は、"astronautique"という新語を作り出した"Les Navigateurs de l'Infini (1925)"（永遠を航海する者）である。この作品中で、ロニーの主人公は"Stellarium"（人工重力で駆動され、破壊不能かつ透明な物質で作られた宇宙船）で火星へ行く。火星では、人類の探検家が、温和で平和的で六つ眼・三本足の種族"Tripèdes"と接触を図っていた。彼らは『謎の力』の鉄磁族と少し似た"Zoomorphs"に徐々に取って代わられ、死滅しつつあるのだった。後半で、若い火星人女性（単為生殖によっていつでも子供が作れる）が地球人探検家と恋に落ちて子供を産む（明らかにこれは人類と異星人女性の関係を描いた初めの恋愛小説である）。このことは、地球人の手助けによる火星人の再生、すなわち火星人の火星奪回の前触れであった。
ロニーはまた力強い先史時代小説の古典を五編も書いている。すなわち"Vamireh (1892)"（ヴァミレ）、"Eyrimah (1893)"（エイリマー）、むしろ映画版「人類創世」で知られる"La Guerre du Feu (1909)"（火の戦争）、"Le Félin Géant (1918)"（巨大猫）、"Helgvor du Fleuve Bleu (1930)"（青い河のエルヴォル）である。彼は、現代的な劇の概念を用いて、色彩豊かかつ信用できる流儀で古代人の生活を描き出した。
1897年、ジョゼフ・ボーはレジオン・ド＝ヌール勲章に指名され、1903年には弟と共にゴンクール賞の第一審査員に選ばれた。ロニー兄はアカデミー・ゴンクール (l'Academie Goncourt) に留まり、1926年にその会長となった。彼は1940年にパリで死亡した。なお、その40年後の1980年に、フランス語圏の優れたSFに対して与えられるロニー兄賞（Prix Rosny aîné）が創設された。

## 主要作品リスト
- Les Xipehuz (1887)
  - 「クシペユ」竹田宏訳 - 収録：『十九世紀フランス幻想短篇集』（幻想文学大系33巻）国書刊行会、1983年
- Vamireh (1892)
- Eyrimah (1893)
- Nymphée (1893)
- Les Profondeurs de Kyamo [The Depths Of Kyamo] (1896)
- La Guerre du Feu (1909)
  - 『人類創世』長島良三訳、角川書店、1982年
- Le Trésor dans la Neige [The Treasure In The Snow] (1910)
- La Mort de la Terre [The Death Of The Earth] (1910)
- La Force Mystérieuse [The Mysterious Force] (1913)
- L'Aube du Futur [The Dawn Of The Future] (1917)
- L'Énigme de Givreuse [The Enigma Of Givreuse] (1917)
- Le Félin Géant (1918)
- La Grande Énigme [The Great Enigma] (1920)
- L'Étonnant Voyage d'Hareton Ironcastle [The Amazing Journey Of Hareton Ironcastle] (1922)
- Les Autres Vies, les Autres Mondes [Other Lives, Other Worlds] (1924)
- L'Assassin Surnaturel [The Supernatural Assassin] (1924)
- Les Navigateurs de l'Infini [The Navigators Of Infinity] (1925)
- La Terre Noire [The Black Earth] (1925)
- Le Trésor Lointain [The Far-Away Treasure] (1926)
- La Femme Disparue [The Vanished Woman] (1926)
- Les Conquérants du Feu [The Conquerors Of Fire] (1929)
- Les Hommes-Sangliers [The Boar-Men] (1929)
- Helgvor du Fleuve Bleu [Helgvor Of The Blue River] (1929)
- Au Château des Loups Rouges [At The Castle Of The Red Wolves] (1929)
- L'Initiation de Diane [Diana's Initiation] (1930)
- Tabubu (1932)
- La Sauvage Aventure [The Savage Adventure] (1932)
- Les Compagnons de l'Univers [The Companions Of The Universe] (1934)
- Le Vampire de Bethnal Green [The Vampire Of Bethnal Green] (1935)